# История игрушек 4
«Исто́рия игру́шек 4» (англ. Toy Story 4) — американский полнометражный компьютерно-анимационный комедийный фильм 2019 года, созданный студией Pixar Animation Studios и выпущенный компанией Walt Disney Pictures. Четвёртая часть франшизы «История игрушек» и продолжение мультфильма «История игрушек: Большой побег» (2010). Режиссёром выступил Джош Кули по сценарию, который он написал в соавторстве с Джоном Лассетером, Эндрю Стэнтоном, Стефани Фолсом, Рашида Джонс и другими. В озвучивании персонажей приняли участие Том Хэнкс, Тим Аллен, Энни Поттс, Тони Хейл, Кристина Хендрикс, Джоан Кьюсак, Киган-Майкл Кей, Джордан Пил, Киану Ривз и другие. По сюжету хозяйка игрушек, девочка Бонни, создаёт в школе новую игрушку — Вилкинса. Вместе с родителями и Бонни, Шериф Вуди, Базз Лайтер и другие игрушки отправляются в путешествие, где встречают Бо Пип. В связи с этим, Вуди необходимо решить, кому он сильнее предан.
Разговоры о создании четвёртой части начались в 2010 году. Четыре года спустя была анонсирована разработка фильма, режиссёром должен был выступить Джон Лассетер. Позже он объявил, что это будет история о любви, написанная совместно со Стэнтоном, Питем Доктером и Ли Анкричем. Джош Кули был назначен сорежиссёром в марте 2015 года, а президент Pixar заявил, что мультфильм не будет продолжением третьей части и назвал его «романтической комедией». В июле 2017 года Лассетер ушёл с поста режиссёра, передав эту роль Кули. В 2018 году были объявлены новые персонажи и актёры озвучивания. Музыку к четвёртому фильму написал Рэнди Ньюман.
Премьера «Истории игрушек 4» состоялась 11 июня 2019 года в Голливуде (Лос-Анджелес), а в американский прокат фильм вышел 21 июня. В мировом прокате картина собрала 1,074 миллиарда долларов, став восьмым самым кассовым фильмом 2019 года и самым кассовым фильмом франшизы, слегка превзойдя кассовые сборы «Истории игрушек: Большой побег». Как и его предшественники, фильм получил высокие оценки от критиков, которые хвалили его сюжет, юмор, эмоциональную глубину, музыку, анимацию и озвучивание. Мультфильм получил премию «Оскар» в категории «Лучший анимационный полнометражный фильм» и множество других наград и номинаций. Продолжение, а именно «История игрушек 5», находится в разработке.

## Сюжет
Действие переносится за 8 лет до событий третьей части. В один из дождливых вечеров Вуди, Базз Лайтер, Бо Пип, Джесси и Спиралька спасают радиоуправляемую машинку из уличного слива. В этот момент к дому приезжает машина, и водитель заходит в дом. Машинку спасают, а Вуди и Спиралька на время оказываются за окном. Миссис Дэвис, мама Энди и Молли Дэвис, забирает Бо Пип и отдаёт её прибывшему человеку. Вуди пытается вернуть её домой, но Бо Пип отказывается возвращаться, поскольку пришло время сменить хозяина. Вуди пытается уехать с ней, но, увидев Энди, решает остаться с ним. Бо уезжает, а Энди находит Вуди и забирает домой.
Действие переносится в наше время. Прошло два года после того, как взрослый Энди Дэвис передал девочке Бонни свои игрушки. Вуди всё чаще остаётся лежать в шкафу, поскольку девочка больше не берёт его в игру. В один из дней родители впервые отправляют Бонни в школу, и Вуди, вопреки словам Долли, садится к ней в рюкзак. В школе девочке трудно подружиться со сверстниками, и в итоге она остаётся одна. Вуди кидает ей несколько предметов из мусорного ведра, и из них Бонни создаёт игрушку, которую называет Вилкинсом. По пути домой Вилкинс оживает к большому удивлению Вуди. Прибыв домой, Вуди представляет другим игрушкам их нового друга, однако Вилкинс, будучи сделанным из мусора, постоянно пытается попасть в мусорное ведро.
Некоторое время спустя родители устраивают девочке большое путешествие, в которое она также берёт всех игрушек, включая Вуди. Вилкинс всячески пытается сбежать, и в одну из ночей ему это удаётся. Узнав, когда будет следующая остановка, Вуди отправляется за ним. Найдя Вилкинса в кустах, Вуди возвращается вместе с ним. По пути шериф рассказывает ему о Бонни и о Энди. Выслушав Вуди, Вилкинс соглашается стать игрушкой Бонни. Они доходят до городка, и Вуди замечает в витрине антикварного магазина лампу Бо Пип. Они заходят в него и встречают там куклу Габби Габби, у которой отсутствует звуковой модуль. Она замечает, что у Вуди есть такой же, и пытается оставить их в магазине. Вуди попадает в рюкзак Хармони, внучки хозяйки магазина, и сбегает, однако Вилкинс остаётся в заложниках у Габби Габби. Девочка играет с Вуди на детской площадке, где шериф встречается с Бо Пип, её овечками и миниатюрной игрушкой-полицейским Душкой Смешинкинс. Бо рассказывает, что была у разных детей и в итоге попала в антикварный магазин, откуда и сбежала.
Тем временем Бонни просыпается и не может найти Вилкинса. Базз слушает внутренний голос, представленный его звуковыми заготовленными фразами, и отправляется к Вуди, а Джесси протыкает колесо их фургона, приехавшего в парк развлечений. Бо не разделяет мнения Вуди о заботе над ребёнком, предпочитая жить свободно и не зависеть от детей. Базз случайно попадает в тир и освобождается при помощи двух плюшевых игрушек-призов, Ути и Заи. Вместе они отправляются к антикварному магазину, где встречаются с Бо и Вуди. Герои проникают в здание и разделяются: Вуди и Бо отправляются в клуб игрушек, а Базз, Утя, Зая и Душка пытаются придумать план, как получить ключ от шкафа, где прячется Габби Габби. Попав в клуб, Бо вербует игрушку-каскадёра Дюка Бубумса, которого также отверг ребёнок, а Базз, Утя, Зая и Смешинкинс получают ключ. Они проникают в шкафчик, но в итоге бегут от кошки и кукол Габби Габби, так и не забрав Вилкинса.
Герои отказываются идти с Вуди обратно, и шериф идёт один. Он приходит к Габби Габби и соглашается отдать свой звуковой модуль в обмен на Вилкинса. В итоге кукла получает модуль, отпускает героев и пытается привлечь внимание Хармони, но та отвергает её. Вуди сочувствует ей и приглашает в семью Бонни. Та соглашается и идёт вместе с ними. Бо возвращается к ним и помогает добраться до карусели, где намечена встреча с другими игрушками. По пути они замечают девочку, которая потерялась на ярмарке. Габби Габби отправляется к ней, и та забирает её с собой. Тем временем игрушки Бонни насильно возвращают фургон в парк и подводят к карусели. Бо прощается с Вуди, но последний решает остаться с ней. Базз заверяет шерифа, что с Бонни всё будет в порядке. Вуди прощается со всеми старыми друзьями, Баззом и Вилкинсом, и остаётся в парке с Бо Пип. Уезжая, Базз говорит свою фирменную фразу: «Бесконечность — не предел!», часть из которой повторяет Вуди.
В первой сцене во время титров Вуди, Бо, Утя, Зая и Бабумс помогают другим игрушкам получить своих хозяев в одном из тиров. Во второй сцене Джесси, также побывавшая с Бонни в школе, представляет друзьям новую игрушку, которую сделала Бонни, также являющуюся поделкой из мусора, но уже женского пола. Вилкинс влюбляется в неё и говорит, что не знает, почему она ожила и стала игрушкой.

## Роли озвучивали

Основной актёрский состав
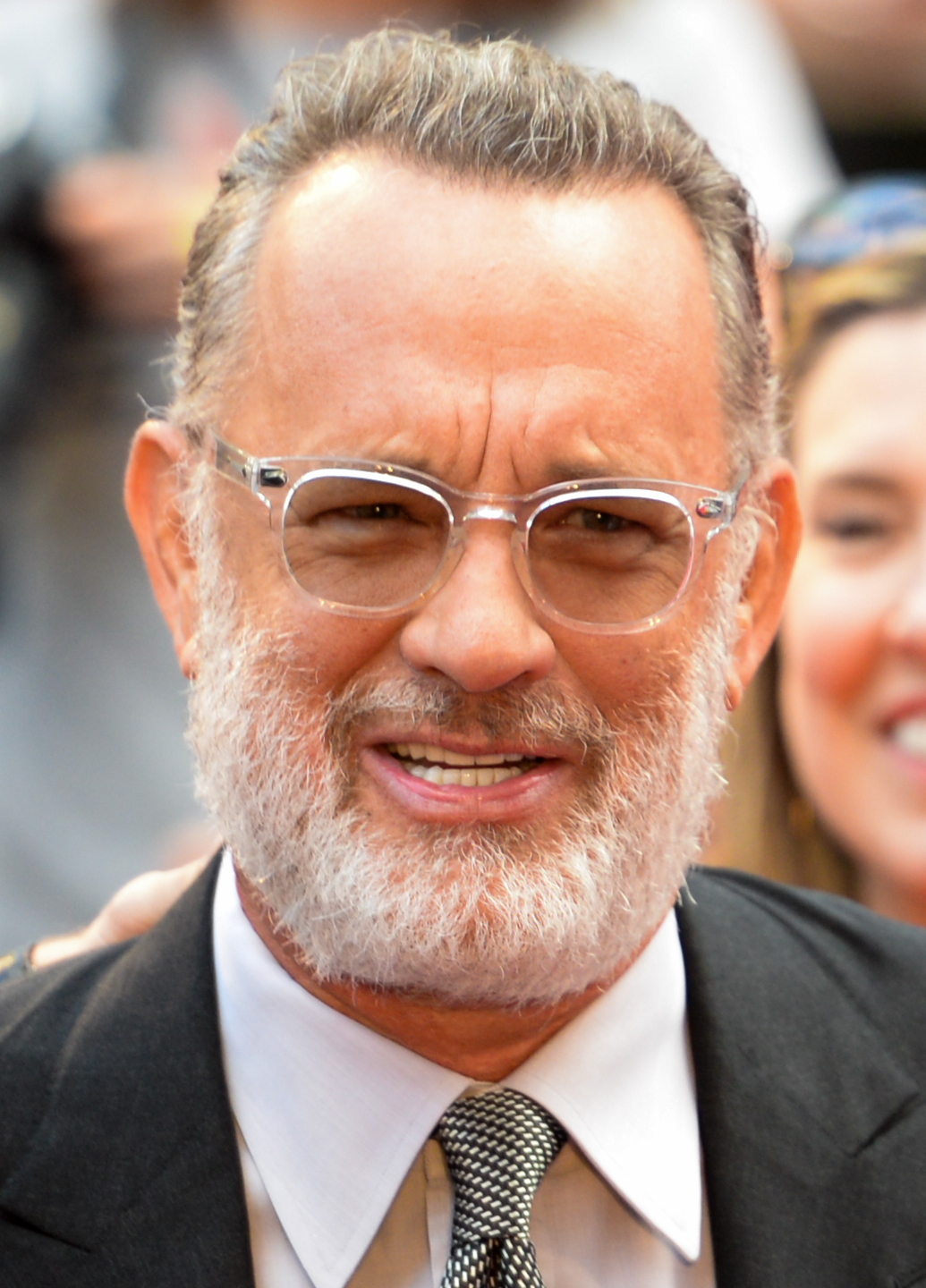
Том Хэнкс
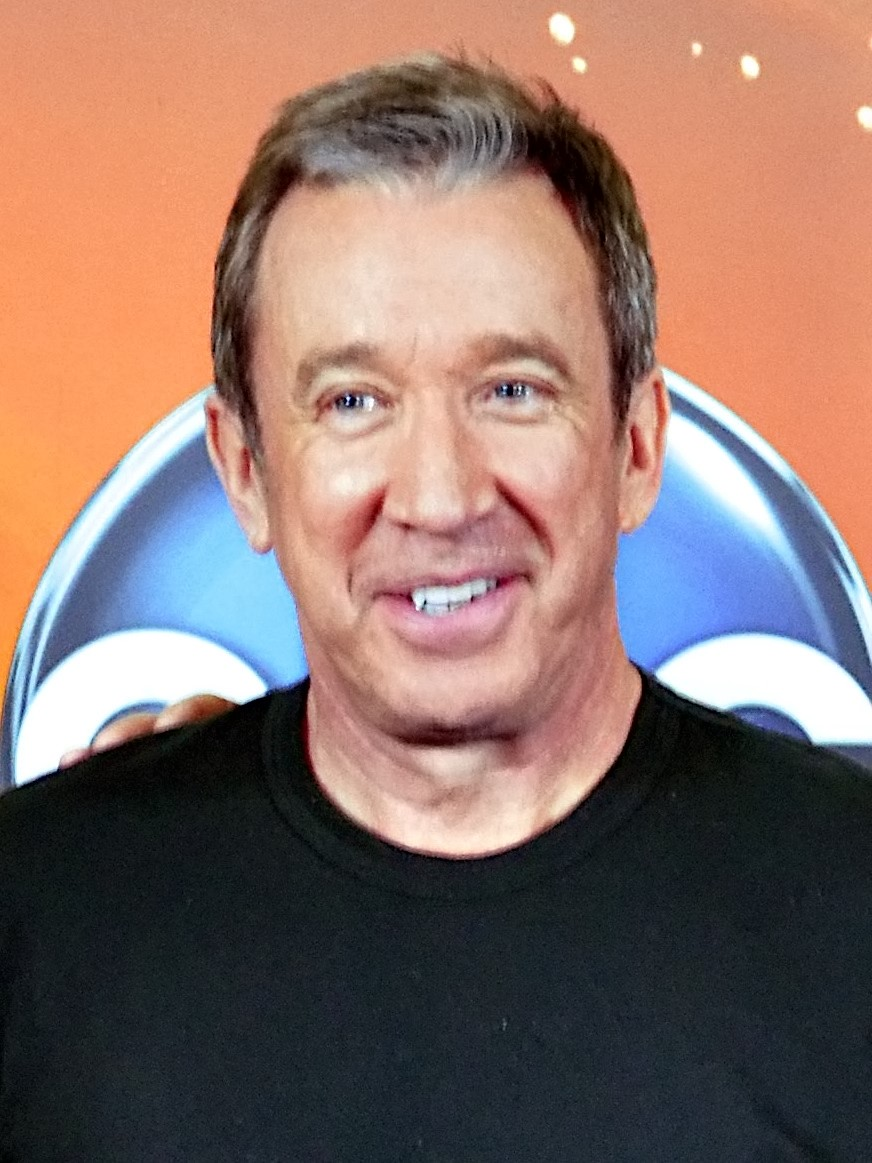
Тим Аллен
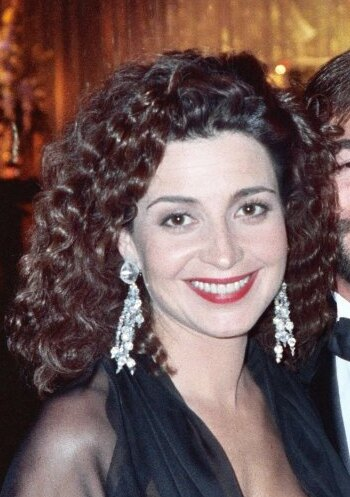
Энни Поттс
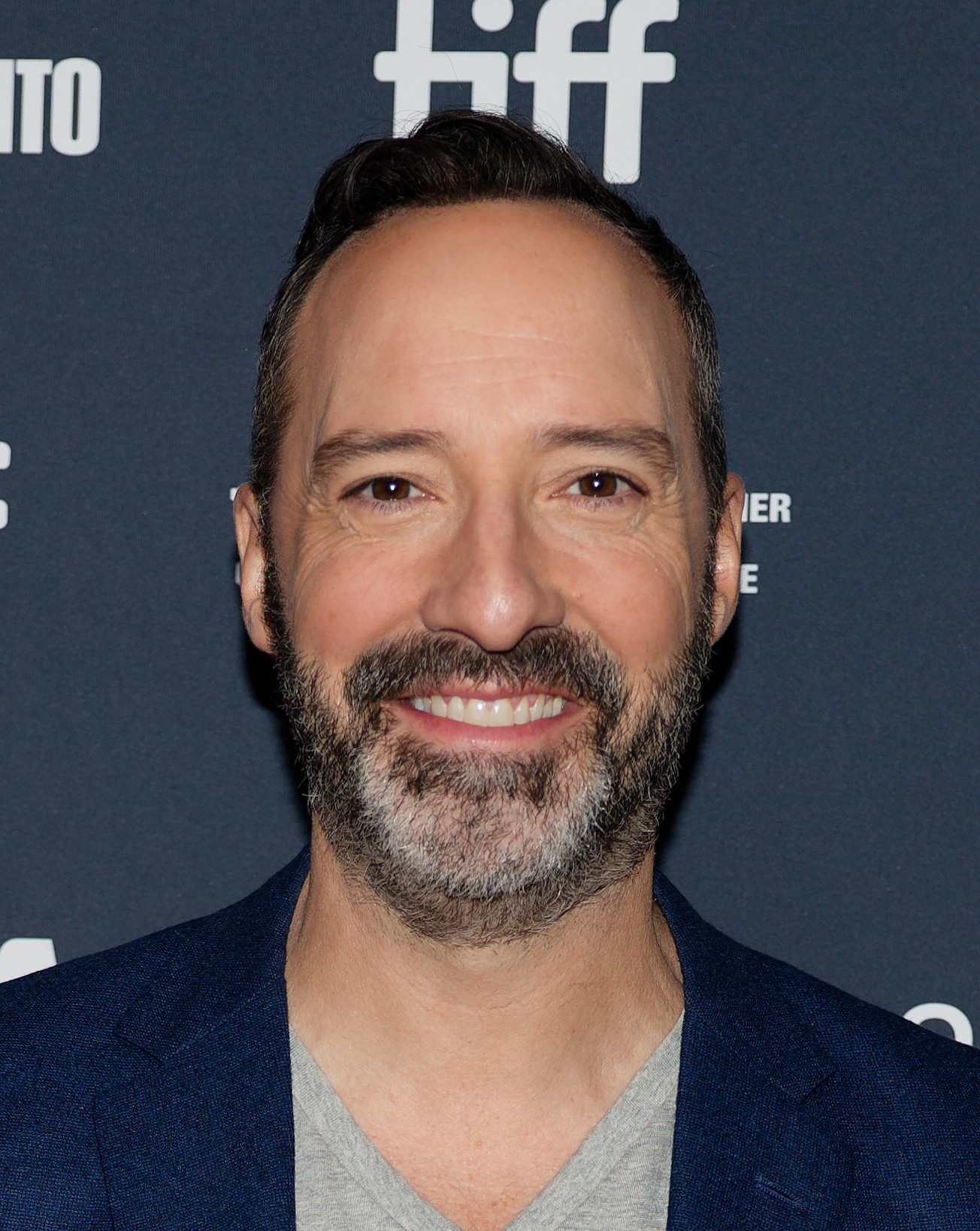
Тони Хейл
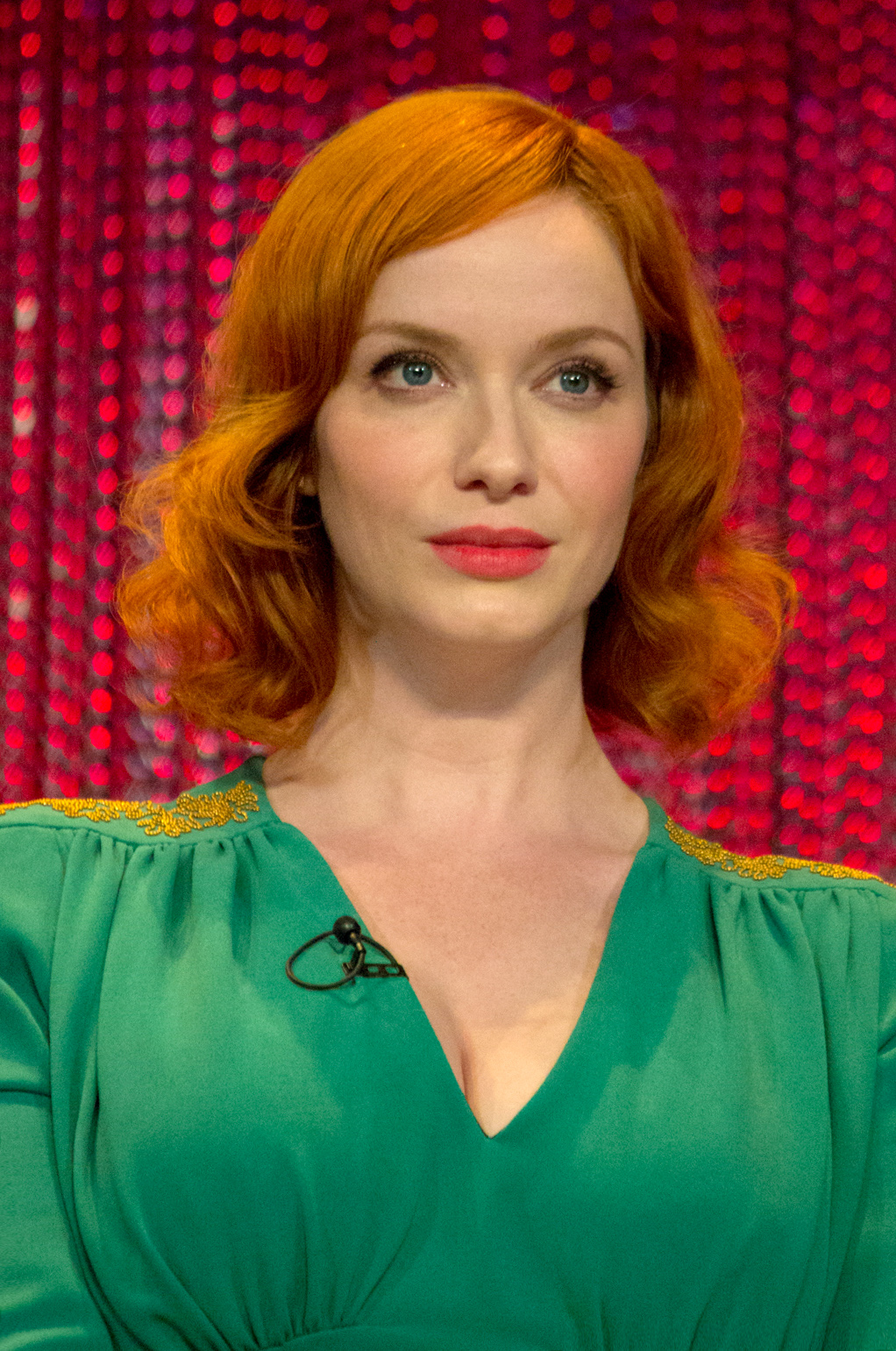
Кристина Хендрикс
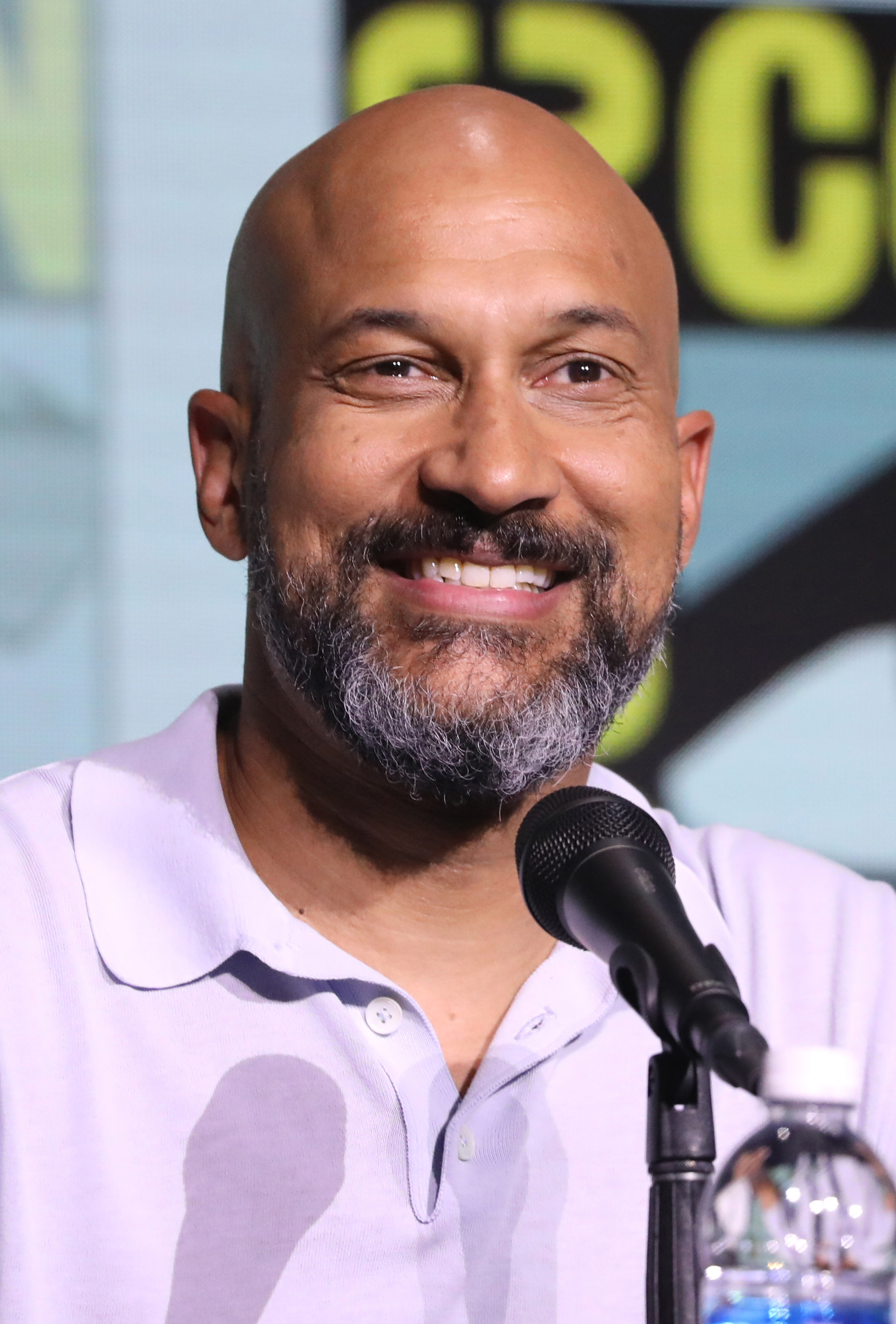
Киган-Майкл Кей
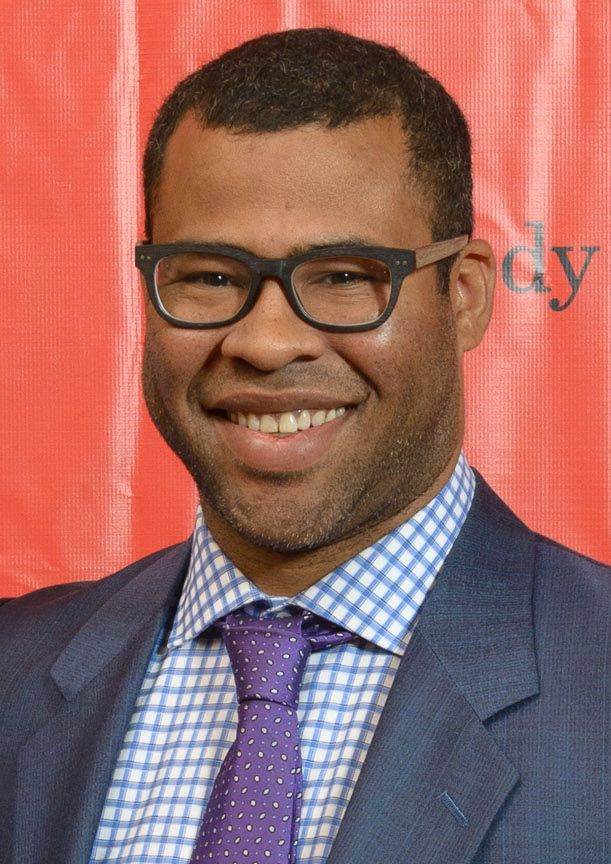
Джордан Пил
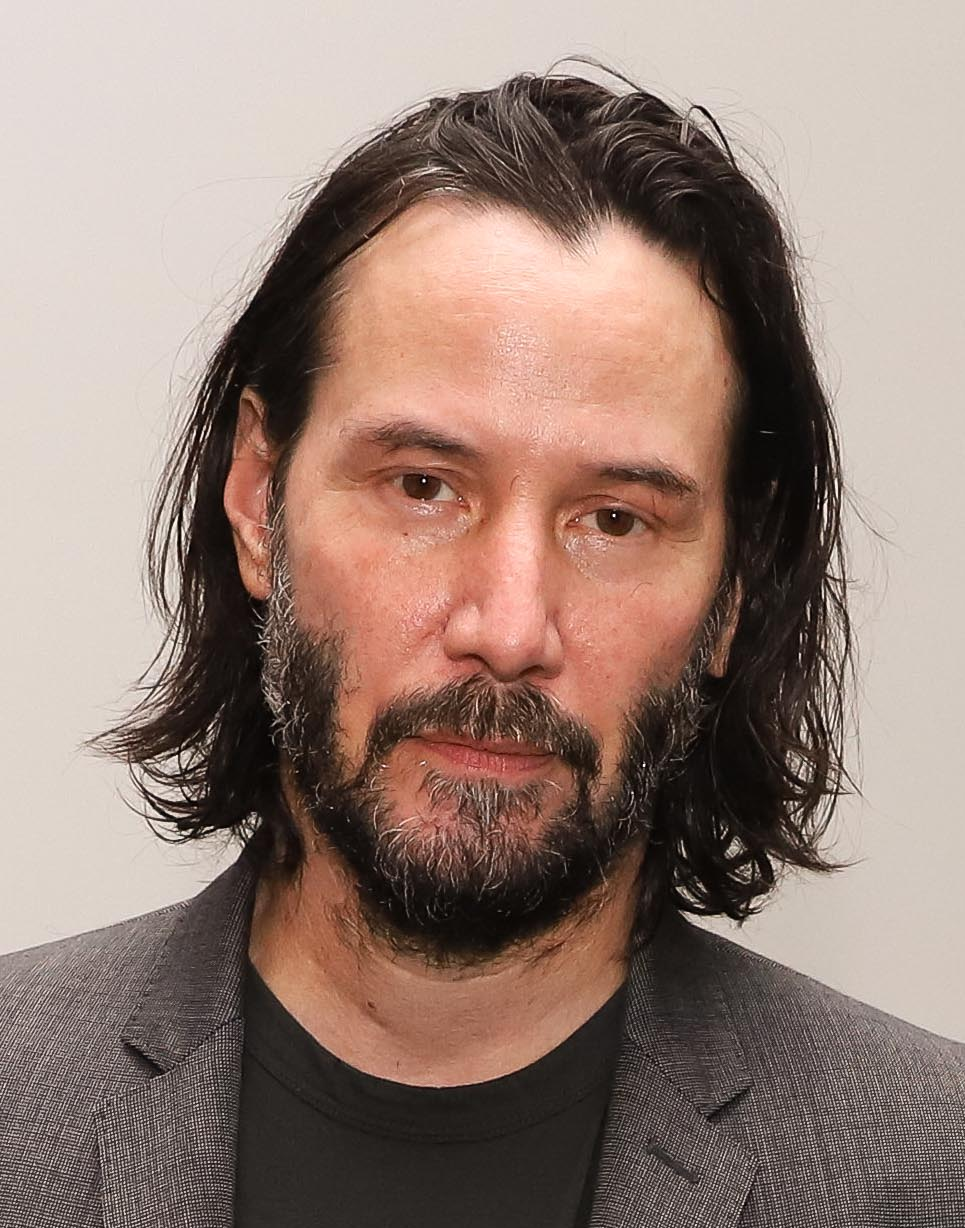
Киану Ривз
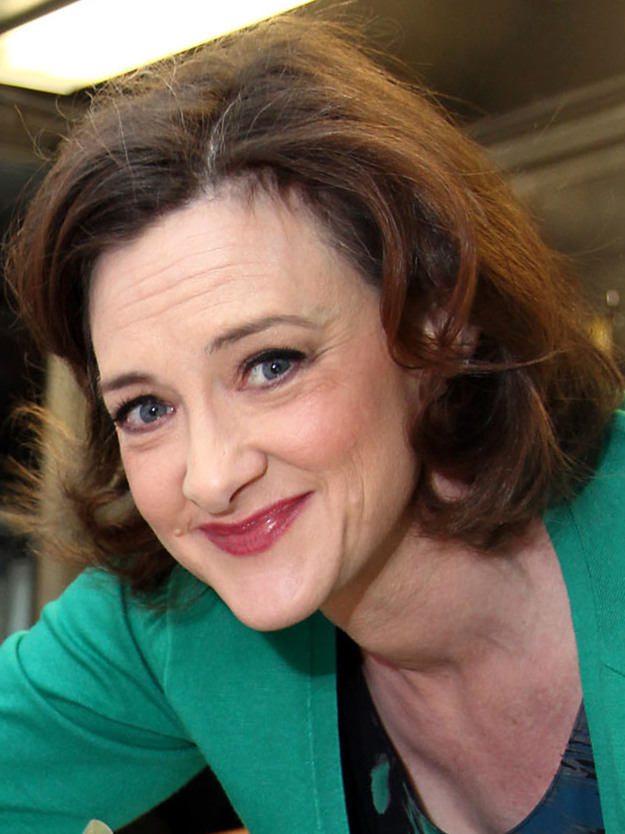
Джоан Кьюсак

| Актёр               | Роль                                         | Источ.        |
| ------------------- | -------------------------------------------- | ------------- |
| Том Хэнкс           | игрушка-ковбой шериф Вуди                    | [ 7 ]         |
| Тим Аллен           | игрушка-астрорейнджер Базз Лайтер            | [ 8 ]         |
| Энни Поттс          | игрушка-ночник Бо Пип                        | [ 9 ]         |
| Тони Хейл           | игрушка из мусора Вилкинс                    | [ 10 ] [ 11 ] |
| Кристина Хендрикс   | антикварная кукла Габби Габби                | [ 12 ]        |
| Киган-Майкл Кей     | плюшевая игрушка-утёнок Утя                  | [ 13 ]        |
| Джордан Пил         | плюшевая игрушка-заяц Зая                    | [ 13 ] [ 14 ] |
| Киану Ривз          | пластмассовая игрушка-каскадёр Дюк Бубумс    | [ 15 ] [ 16 ] |
| Элли Маки           | игрушка-полицейский сержант Душка Смешинкинс | [ 12 ]        |
| Джоан Кьюсак        | игрушка-ковбой Джесси                        | [ 17 ]        |
| Дон Риклс           | игрушка мистер Картофельная Голова           | [ 19 ]        |
| Эстель Харрис       | игрушка миссис Картофельная Голова           | [ 17 ]        |
| Блейк Кларк         | такса-пружина Спиралька                      | [ 20 ]        |
| Уоллес Шон          | игрушка-тираннозавр Рекс                     | [ 11 ]        |
| Джон Ратценбергер   | свинья-копилка Хэмм                          | [ 21 ]        |
| Бонни Хант          | тряпичная кукла Долли                        | [ 22 ]        |
| Кристен Шаал        | игрушка-трицератопс Трикси                   | [ 23 ]        |
| Тимоти Далтон       | игрушка-ёж Колючка                           | [ 24 ]        |
| Джефф Гарлин        | плюшевая игрушка-единорог Лютик              | [ 11 ]        |
| Джефф Пиджон        | резиновые игрушки Три инопланетянина         | [ 20 ]        |
| Мел Брукс           | синяя игрушка-слон Мелефант Брукс            | [ 25 ]        |
| Алан Оппенгеймер    | игрушка-часы Хронометр                       | [ 26 ]        |
| Карл Райнер         | фиолетовая игрушка-носорог Карл Рейнероцерос | [ 25 ]        |
| Кэрол Бернетт       | зелёный детский стул Чаирол Бернетт          | [ 25 ]        |
| Бетти Уайт          | игрушка-прорезыватель Байти Уайт             | [ 25 ]        |
| Стив Перселл        | куклы чревовещателя Бенсон (и его копии)     | [ 27 ]        |
| Мелисса Вильясеньор | игрушка из мусора Карен Беверли              | [ 26 ]        |
| Джон Моррис         | бывший владелец игрушек Эндрю «Энди» Дэвис   | [ 27 ]        |
| Джек Макгроу        | Эндрю «Энди» Дэвис в детстве                 | [ 27 ]        |
| Лори Меткалф        | мама Энди Миссис Дэвис                       | [ 28 ]        |
| Мадлен Макгроу      | хозяйка игрушек Бонни Андерсон               | [ 29 ]        |
| Лори Алан           | мать Бонни Миссис Андерсон                   | [ 27 ]        |
| Джей Эрнандес       | отец Бонни Мистер Андерсон                   | [ 27 ]        |
| Лила Сейдж Бромли   | девочка Хармони внучка Маргарет              | [ 27 ]        |
| Патрисия Аркетт     | мать Хармони дочь Маргарет                   | [ 26 ]        |
| Джун Скуибб         | владелица антикварного магазина Маргарет     | [ 27 ]        |
| Фли                 | голос диктора в рекламе Дюка Бубумса         | [ 26 ]        |

## Производство

### Разработка

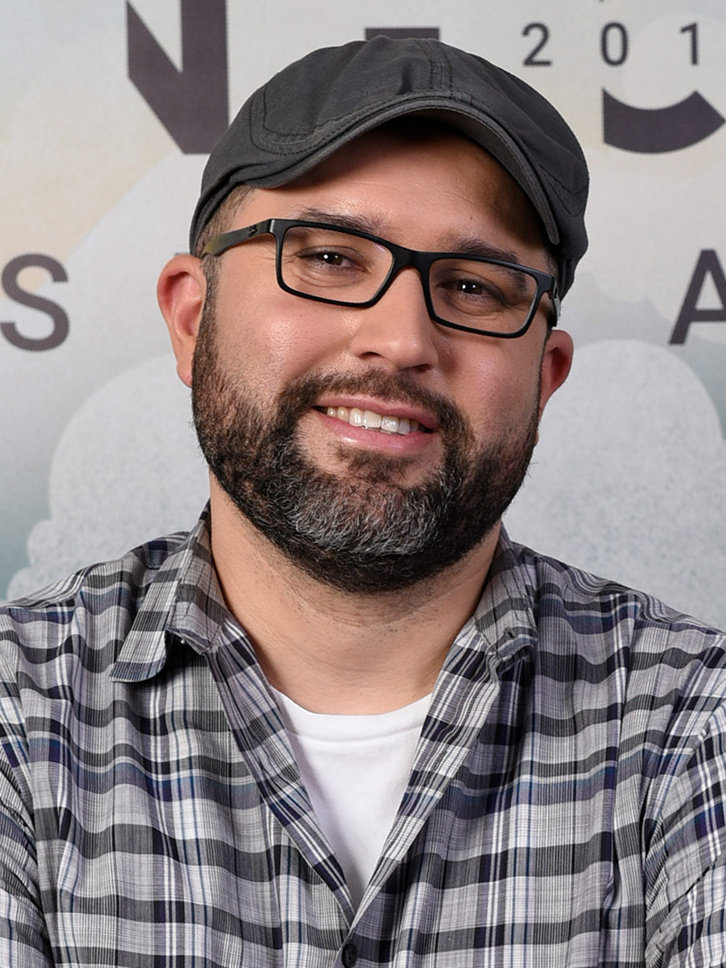
Джош Кули, основной режиссёр картины, на международном фестивале анимационных фильмов в Анси в 2019 году

После премьеры мультфильма «История игрушек: Большой побег» в 2010 году Ли Анкрич заявлял, что у Pixar не было планов на создание четвёртой части. В феврале 2013 года Disney опровергла слухи о том, что производство продолжения запланировано на 2015 год, назвав их «неофициальными». Впрочем, уже в ноябре 2014 года на собрании акционеров компания официально объявила о начале разработки четвёртой части и назначила премьеру на 2017 год. Джон Лассетер вернулся в кресло режиссёра, а Рашида Джонс и Уильям Маккормак присоединились к проекту после ознакомления с первым черновиком сценария, написанным Лассетером и Эндрю Стэнтоном. В то же время Лассетер заявил, что четвёртая часть станет историей о любви и продолжится с того места, на котором закончился «Большой побег». По словам режиссёра, идея продолжения зародилась во время обеда, который Лассетер проводил в своём офисе в Эмеривилле (штат Калифорния), с директорами Pixar и ключевыми креативными руководителями — Питом Доктером, Эндрю Стэнтоном и Ли Анкричем.
В марте 2015 года президент Pixar Джим Моррис заявил, что мультфильм не будет прямым продолжением третьей части и мало сосредоточится на взаимоотношениях игрушек и детей, однако всё ещё останется историей о любви. В том же месяце стало известно, что Джош Кули, автор сценария и раскадровщик мультфильма «Головоломка» (2015), был назначен сорежиссёром картины. Джон Лассетер рассказал, что четвёртая часть была секретом студии, о котором не знали ни Моррис, ни Эд Катмулл, до тех пор, пока Эндрю Стэнтон не завершил свою работу над сценарием. В августе 2015 года на выставке D23 Expo Лассетер заявил, что мультфильм будет посвящён отношениям Вуди и Бо Пип, а также поискам последней. В июле 2017 года на D23 Лассетер объявил о своём уходе с поста режиссёра, передав эту роль Джошу Кули. В том же году дата премьеры картины сместилась на 2018 год. Однако вместо неё в прокат вышла «Суперсемейка 2», а премьеру «Истории игрушек 4» перенесли на 2019 год.

### Написание сценария
Эндрю Стэнтон начал писать сценарий «Истории игрушек 4» сразу после премьеры третьей части. Это дало возможность Джошу Кули глубже исследовать различные идеи для общей сюжетной линии Вуди во франшизе, включая попытку завершить его арку. Кули и Джонас Ривера считали «Историю игрушек: Большой побег» кульминацией отношений между Вуди и Энди, при этом Ривера отметил, что основное внимание во франшизе сосредоточено на шерифе. 18 января 2018 года было объявлено, что сценарий к фильму напишет Стефани Фолсом вместо Рашиды Джонс и Уильяма Маккормака, которые покинули проект в ноябре 2017 года из-за «философских разногласий». В июне того же года актриса, озвучивающая персонажа Бо Пип, Энни Поттс, подтвердила, что большая часть сценария Джонс и Маккормака была переписана, что стало причиной переноса даты премьеры на год позже.
По словам Джоша Кули, основным элементом обновлённого сценария фильма стали отношения между Вуди и Бо Пип. Фарфоровая героиня отсутствовала в картине «История игрушек: Большой побег», поскольку ранее она была передана новому владельцу. Это послужило основой для развязки третьей части, в которой Энди, при помощи Вуди, дарит все свои игрушки соседской девочке Бонни. Превращение Бо Пип в потерянную игрушку олицетворяет страх, который Вуди испытывал на протяжении всей франшизы. Тим Аллен отметил, что сюжет мультфильма был настолько эмоциональным, что он не смог досмотреть его до конца. Аналогично, Том Хэнкс назвал финальную сцену картины «моментом в истории».

### Подбор актёров
Запись голосовых реплик для мультфильма началась в сентябре 2018 года и завершилась в январе 2019 года. Большинство актёров, озвучивавших персонажей в предыдущих частях, подписали контракты на повторение своих ролей. В мае 2016 года Том Хэнкс сообщил, что уже записал первые фразы для Вуди. Позже было подтверждено, что Энни Поттс вновь озвучит Бо Пип; Лассетер тогда добавил, что они специально приберегли персонажа для четвёртой части. Дон Риклз, который должен был озвучить Мистера Картофельную голову, скончался в апреле 2017 года, не успев записать свои реплики из-за изменений в сценарии. По словам режиссёра, семья Риклза обратилась в Pixar с просьбой найти способ включить его в мультфильм. Студия проанализировала 25-летние архивные материалы с участием Риклза, включая неиспользованные реплики из первых трёх фильмов и видеоигр, и использовала их в картине. «История игрушек 4» была посвящена не только Риклзу, но и аниматору Адаму Берку, который скончался в 2018 году.
Тони Хейл получил роль Вилкинса, самодельной игрушки из мусора, переживающей экзистенциальный кризис. Хейл уже исполнял подобные роли в телесериалах «Замедленное развитие» (2003—2006) и «Вице-президент» (2012—2019). Киган-Майкл Кей и Джордан Пил были приглашены на роли Ути и Заи соответственно. В 2018 году, обсуждая роли Кея и Пила, Кули заявил: «Их импровизации были не просто ради комедии, они были мотивированы историей, которая подняла Утю, Заю и сам фильм на уровень, которого я никогда не мог ожидать». В том же месяце стало известно, что Киану Ривз озвучил Дюка Бубумса, игрушку, являющуюся гонщиком-каскадёром. По словам актёра, Pixar позвонили ему внезапно, предложили исполнить роль и разрешили самому развить манеры персонажа. 22 марта 2019 года Мэдлен Макгроу, ранее озвучившая Мэдди Макгир в картине «Тачки 3» (2017), была назначена на роль девочки Бонни Андерсон, которую в предыдущих проектах озвучивала Эмили Хан. Комики Кэрол Бернетт, Мел Брукс, Карл Райнер и Бетти Уайт приняли участие в озвучивании четырёх игрушек в шкафу, с которыми Бонни больше не играет.

### Музыка
Американский композитор Рэнди Ньюман, написавший музыку для предыдущих частей франшизы, на выставке D23 Expo в 2015 году объявил, что сочинит саундтрек для «Истории игрушек 4». Режиссёр мультфильма объяснил возвращение композитора тем, что он не представляет себе четвёртую часть без участия Ньюмана. Рэнди придумал личные музыкальные темы для Бонни, Габби Габби и Дюка Бубумса. В музыкальных треках последнего использовались аккордеоны и мандолины, чтобы подчеркнуть его предысторию. Композитор также придумал тему для Вилкинса. В саундтреке к мультфильму были использованы оркестровые темы из предыдущих частей франшизы. Кроме того, Ньюман написал две новые оригинальные песни: «The Ballad of the Lonesome Cowboy» и «I Can’t Let You Throw Yourself Away». 5 июня 2019 года версия первой песни в исполнении Криса Стэплтона была выпущена в качестве сингла. Полный саундтрек мультфильма, включающий в себя партитуру Ньюмана, две новые песни и оригинальную композицию франшизы «You’ve Got a Friend in Me», был опубликован лейблом Walt Disney Records 21 июня 2019 года.

## Рекламная кампания
Первый рекламный постер мультфильма был представлен на D23 Expo в 2015 году. В 2018 году на выставке CineEurope студия показала первые кадры предстоящей картины. В ноябре того же года был выпущен трейлер с участием Вилкинса, а также новый постер. Через две недели был опубликован международный постер. 3 февраля 2019 года, после победы клуба «Нью-Ингленд Пэтриотс» на Супербоуле LIII, был показан новый промоматериал, в котором впервые представили Бо Пип. Вскоре после этого организация «Люди за этичное обращение с животными» подала жалобу, утверждая, что Бо Пип по-прежнему использует посох пастуха, который является «символом доминирования над животными». Они потребовали от студии Pixar изменить это до официального выхода фильма. 15 февраля того же года в утренней программе Good Morning America, на которой проходило интервью с Энни Поттс, показывали небольшой отрывок из картины.
Официальный трейлер мультфильма был опубликован 19 марта 2019 года. Неделю спустя выпустили международный трейлер, в котором демонстрировались новые кадры. 3 апреля первые 17 минут фильма показывались на CinemaCon и получили высокие оценки от зрителей. 18 февраля была представлена серия телевизионных роликов под названием «Старые друзья и новые лица» (англ. Old Friends & New Faces), в первом из которых показали обновлённый дизайн Бо Пип. 21 мая был выпущен финальный трейлер.

## Премьера
Премьера «Истории игрушек 4» состоялась 11 июня 2019 года в театре «Эль-Капитан» в Голливуде (Лос-Анджелес). Изначально выход мультфильма назначили на 16 июня 2017 года. Затем его перенесли на 15 июня 2018 года, однако место картины заняла «Суперсемейка 2». В конце концов картину окончательно перенесли на 21 июня 2019 года. Кроме того, «История игрушек 4» была выпущена в IMAX и стала первым мультфильмом Pixar со времён первой части франшизы, у которого не было предварительного короткометражного фильма.

### В домашних медиа
Walt Disney Studios Home Entertainment выпустила «Историю игрушек 4» для цифрового скачивания 1 октября 2019 года. На носителях Ultra HD Blu-ray, Blu-ray и DVD мультфильм стал доступен 8 октября. Копии на физических носителях содержат удалённые сцены и закадровые видеоролики. Всего было продано 2,8 миллиона копий, в результате чего картина заработала $ 56,3 млн, став пятым самым продаваемым фильмом 2019 года. «История игрушек 4» стала первым проектом, который миновал Netflix и совместно с мультфильмом «Холодное сердце 2» и мюзиклом «Король лев» был сразу выпущен на стриминговом сервисе Disney+ в 2019 году.

## Восприятие

### Кассовые сборы
«История игрушек 4» по результатам проката собрала 434 млн долларов в США и Канаде, а в других странах — $ 639,8 млн, в итоге собрав по всему миру — $ 1 073 394 593 и заняв восьмое место среди самых кассовых фильмов 2019 года. Мировые сборы мультфильма составили $ 244,5 млн, что стало рекордом для анимационных фильмов за всё время. 13 августа 2019 года картина преодолела отметку в миллиард долларов, став на тот момент 43-м самым кассовым фильмом в истории, а также четвёртым фильмом студии Pixar, достигшим этой суммы. Это была пятая лента, выпущенная компанией Disney в 2019 году, и шестая в целом, которая преодолела эту отметку, установив два рекорда за один год. По данным издания Deadline Hollywood, чистая прибыль мультфильма, с учётом производственного бюджета, рекламы, участия актёров и других расходов, составила $ 368 млн. Кассовые сборы и доходы от домашних показов поставили его на шестое место в списке «Самых ценных блокбастеров» 2019 года.
По состоянию на 28 мая 2019 года, мультфильм установил рекорды на платформе Fandango Media по количеству проданных билетов на анимационный фильм за первые 24 часа предварительных продаж, превзойдя предыдущий рекорд, установленный «Суперсемейкой 2». В то же время компания Atom Tickets сообщила, что количество проданных билетов было почти на 50 % больше, чем у трёх предыдущих самых продаваемых анимационных фильмов вместе взятых за первый день («Суперсемейка 2», «Ральф против интернета» и «Монстры на каникулах 3: Море зовёт»). «История игрушек 4» вышла одновременно с фильмами «Детские игры» и «Анна», и была показана в 4575 кинотеатрах, что стало вторым по величине показателем в истории после блокбастера «Мстители: Финал». В первый день проката мультфильм собрал $ 47,4 млн, включая $ 12 млн от предварительных показов в четверг вечером, что является второй по величине суммой для анимационного фильма после «Суперсемейки 2». В итоге картина заработала $ 120,9 млн. Хотя эта сумма оказалась ниже прогнозов, руководство Disney было удовлетворено премьерой, так как она продолжила «замечательную последовательность» Pixar в кассовых сборах и «доказала давнюю любовь зрителей к франшизе „История игрушек“». Кроме того, это был лучший старт во франшизе, а также самый крупный для фильма с рейтингом «G» и четвёртый по величине для анимационного фильма за всю историю. «История игрушек 4» удерживала лидирующие позиции по кассовым сборам в последующих выходных, однако в июле был смещён с первого места супергеройским фильмом «Человек-паук: Вдали от дома».
Во вторые выходные кассовые сборы упали на 51 % и составили $ 59,7 млн. В последующие выходные мультфильм заработал ещё $ 34,3 млн. В августе 2019 года картина превзошла «Короля льва» 1994 года, который удерживал титул самого кассового мультфильма с рейтингом «G» за всю историю американского проката на протяжении 25 лет. В итоге она стала пятым самым кассовым фильмом 2019 года в Соединённых штатах. В 37 странах кинолента вышла в тот же день, что и в США, что составило 64 % от общего объёма рынка. По прогнозам, мультфильм должен был собрать около $ 100 млн в международном прокате, а его мировая премьера оценивалась в $ 260 млн. В Китае он стартовал одновременно с повторным показом аниме-фильма «Унесённые призраками» (2001). Ожидалось, что картина соберёт от 15 до 20 млн долларов. По состоянию на 2 сентября 2019 года крупнейшими рынками для мультфильма были Япония ($ 90,1 млн), Великобритания ($ 79,9 млн), Мексика ($ 72 млн), Бразилия ($ 32,5 млн), Франция ($ 29,2 млн), Китай ($ 29,1 млн), Аргентина ($ 28,9 млн), Австралия ($ 28,9 млн) и Южная Корея ($ 24,7 млн).

### Критика
Четвёртая часть франшизы «Истории игрушек» получила широкое признание со стороны критиков. На сайте-агрегаторе рецензий Rotten Tomatoes лента получила рейтинг одобрения 97 % на основе 460 отзывов со средней оценкой 8,4/10. Консенсус критиков сайта гласит: «Душевная, смешная и великолепно анимированная „История игрушек 4“ с невероятным успехом продолжает — и, возможно, завершает — практически идеальную анимационную сагу». Сайт-агрегатор Metacritic присвоил мультфильму 84 балла из 100 на основе 57 отзывов, что соответствует критерию «всеобщее признание». Зрители, опрошенные CinemaScore, поставили фильму среднюю оценку «A» по шкале от «A+» до «F». PostTrak опросили 89 % зрителей, которые дали мультфильму положительную оценку, причём 75 % заявили, что определённо рекомендовали бы его к просмотру.
«История игрушек 4» получила четыре звезды от Метта Цоллера Сеттса с сайта RogerEbert.com. Он отметил, что франшиза продемонстрировала впечатляющую способность преодолевать трудности и изобретать себя заново на протяжении времени, достаточного для того, чтобы на ней выросли два поколения. Энн Хорнадей из газеты The Washington Post также присвоила мультфильму четыре звезды и заявила, что он представляет собой визуально ослепительное сочетание хитроумных схем и смелых приключений. Кроме того, она подчеркнула, что ленте удаётся достичь почти идеального баланса «между знакомым и новым, действием и эмоциями, радостными встречами и более горькими прощаниями». Питер Дебрюг в свой рецензии для Variety написал, что «История игрушек» открыла новую эру компьютерной анимации, и четвёртая часть «прекрасно завершает эту сагу, по крайней мере, на данный момент». Робби Коллин из The Daily Telegraph добавил, что «История игрушек 4» подтверждает, что Pixar в своих лучших проявлениях не похожа ни на одну другую анимационную студию. Дэвид Эрлих из IndieWire оценил квадриквел на «B+», назвал его умным, захватывающим и не пытающимся манипулировать вниманием детей. По его мнению, действие в ленте сосредоточено на персонажах и доведено до совершенства.
В своей рецензии для Rolling Stone критик Питер Трэверс поставил картине четыре с половиной звезды из пяти, подчеркнув её визуальную мощь и душевное настроение, а также высоко оценил озвучивание Вилкинса в исполнении Тони Хейла. Джо Моргенштерн из The Wall Street Journal отметил, что новый мультфильм не идеален, но приносит огромное удовольствие и с жизнерадостностью размышляет о смысле жизни и её тайнах. В то же время Питер Рейнер из The Christian Science Monitor признал, что лента не вызвала у него таких эмоций, как её предшественник, но всё же поставил ей оценку «A−», отметив, что мультфильм неизменно оригинален, забавен, остроумен и проницателен. Кайл Смит из американского журнала National Review, напротив, назвал картину «самой слабой работой во франшизе». Он раскритиковал персонажей и отметил, что в фильме акцент сделан на комедии, в то время как основные темы сюжета «бессистемно выбрасываются и не развиваются». Критик также добавил, что, возможно, картина является важным элементом корпоративной стратегии Disney, но как фильм он быстро забывается.

### Награды и номинации
Фильм был удостоен множества наград и номинаций в различных категориях. Он получил две номинации на 92-й церемонии вручения премии «Оскар», в том числе в категории «Лучшая песня к фильму» («I Can’t Let You Throw Yourself Away»), победив в категории «Лучший анимационный полнометражный фильм». Фильм был также номинирован на шесть наград на 47-й церемонии вручения премии «Энни». На 73-й церемонии вручения кинопремии Британской Академии в области кино он был номинирован в категории «Лучший анимационный фильм». На 25-й церемонии вручения премии «Выбор критиков» фильм получил награду в категории «Лучший анимационный полнометражный фильм». Фильм был также номинирован в категории «Лучший анимационный полнометражный фильм» на 77-й церемонии вручения премии «Золотой глобус».

### Бойкот и иск
В фильме имеется сцена, в которой на короткое время появляется пара матерей-лесбиянок с ребёнком в детском саду. Она вызвала отклик у американской консервативной организации «Один миллион мам», которая призвала бойкотировать «Историю игрушек 4». По мнению участников организации, Disney использует мультфильм для «продвижения повестки» вместо того, чтобы сосредоточиться на развлечении. Однако некоторые пользователи социальной сети «Твиттер», напротив, положительно высказывались о включении данной сцены в фильм.
В сентябре 2020 года сын Ивела Книвела, Келли, вместе с компанией K&K Promotions, подал в суд на Disney и Pixar. Он обвинял их в том, что те использовали образ его отца без соответствующего разрешения, создав персонажа по имени Дюк Бубумс. 23 сентября 2021 года судья отклонил иск, заявив, что Дюк Бубумс не является точной копией Ивела Книвела, за исключением нескольких деталей. Он также отметил, что Бубумс представляет собой творческое выражение Disney, а не попытку имитировать Ивела Книвела.

## Продолжения

### Сериал
На Дне инвестора Disney в 2019 году главный креативный директор Pixar Пит Доктер анонсировал разработку нового телесериала для Disney+ под названием «Вилкинс задаёт вопросы». В этом сериале Тони Хейл вновь исполнил свою роль из «Истории игрушек 4». По словам Хейла, сериал будет посвящён «вопросам, которые люди стесняются задать». Сценарий и режиссуру сериала осуществил Боб Питерсон, а продюсером выступил Марк Нилсен. Премьера телесериала состоялась 12 ноября 2019 года на стриминговом сервисе Disney+. Все 10 эпизодов сериала выпускались еженедельно.

### «Жизнь лампы»
«Жизнь лампы» (англ. Lamp Life) — это короткометражный фильм, который рассказывает о судьбе Бо Пип между событиями «Истории игрушек 2» (1999) и «Истории игрушек 4». Сначала она использовалась в качестве ночника для одного, а затем для двух детей, после чего была отдана в антикварный магазин. Именно там она и её овечки в конечном итоге покинули свою домашнюю лампу. Сценаристом и режиссёром короткометражки выступила Валери Лапойнт, которая является автором сюжета четвёртой части. Энни Поттс и Элли Маки вернулись к своим ролям Бо Пип и Душки Смешинкинс. Вуди озвучивает Джим Хэнкс, младший брат Тома Хэнкса. Проект был выпущен на Disney+ 31 января 2020 года.

### Спин-офф
В 2022 году в американский прокат вышел спин-офф «Базз Лайтер», рассказывающий историю происхождения вымышленного лётчика-испытателя и космонавта, на котором была основана игрушка Базза Лайтера. Главную роль озвучил Крис Эванс, в ролях второго плана Кеке Палмер, Джеймс Бролин, Тайка Вайтити и другие. Фильм оказался кассовым провалом, собрав в мировом прокате всего $ 226,4 млн при бюджете в $ 200 млн, что, в частности, стало следствием пандемии COVID-19. Спин-офф получил средние отзывы от критиков и зрителей.

### «История игрушек 5»
22 мая 2019 года в эпизоде «Шоу Эллен Дедженерес» Том Хэнкс, озвучивший Вуди, заявил, что четвёртый фильм станет последним во франшизе. Однако в феврале 2023 года, во время объявления о значительных увольнениях в Disney, генеральный директор Боб Айгер сообщил, что три франшизы студии получат продолжения, среди которых будет и «История игрушек». Аллен заявил, что вернётся к роли Базза Лайтера, а месяц спустя Доктер объявил о возвращении в новом фильме шерифа Вуди. В апреле 2024 года стало известно, что премьера мультфильма состоится 19 июня 2026 года. В июне того же года Доктер объявил, что режиссёром выступит Эндрю Стэнтон.